# 亨利·霍尔姆贝里
亨利·霍尔姆贝里（瑞典語：Henry Holmberg，1924年4月23日—1981年7月21日），瑞典男子摔跤运动员。他曾代表瑞典参加世界摔跤锦标赛，获得一枚铜牌。他也曾参加1952年夏季奥林匹克运动会。